# Schweizer Fuss
Der Schweizer Fuss wurde 1835/1838 durch das interkantonale Konkordat über eine gemeinsame schweizerische Mass- und Gewichtsordnung vereinheitlicht und metrisch definiert; im gleichen Zug wurde das herkömmliche Duodezimalsystem durch das Dezimalsystem abgelöst. Dieser Schweizer Fuss galt bis Ende 1876.
- 1 Fuss = 132,9888 Pariser Linien = 0,3 Meter

Vor dem Konkordat (und auch noch nach dessen Einführung) galten zahlreiche verschiedene Fussmasse. Allgemein wurde der Fuss in 12 Zoll zu 12 Linien und diese wieder in 12 Striche geteilt.
Kanton Aargau
- Stadt Aarau 1 Fuss = 133 Pariser Linien = 0,30003 Meter (Hier galten auch der Berner und der Wiener Fuss.)
- Baden 1 Fuss = 1 Zürcher Fuss
- Brugg 1 Fuss = 1 Berner Fuss
- Laufenburg 1 Fuss = 1 Wiener Fuss
- Lenzburg 1 Fuss = 1 Berner Fuss
- Rheinfelden 1 Fuss = 1 Wiener Fuss
- Zurzach 1 Fuss = 1 Zürcher Fuss

Kanton Appenzell
- 1 Fuss = 1 preussischer Fuss = 139,5 Pariser Linien = 0,314688 Meter

Kanton Basel
- 1 Fuss (Werkschuh) = 12 Zoll = 135 Pariser Linien = 0,30454 Meter

Kanton Bern
- 1 Fuss = 12 Zoll = 144 Linien = 130 Pariser Linien = 0,2933 Meter
- 1 Steinbrecher Fuss = 140,8623 Pariser Linien = 0,3177 Meter

Kanton Freiburg
- 1 Fuss = 12 Zoll = 130 Pariser Linien = 0,293258 Meter (= 1 Berner Fuss/Schuh)

Kanton Genf
- 1 Fuss = 216,3 Pariser Linien = 0,4879 Meter

Kanton Glarus
- 1 Fuss = wie Kanton Zürich

Kanton Graubünden
- 1 Fuss (Chur) = 133 Pariser Linien = 0,300 Meter

Kanton Luzern
- 1 Fuss = 12 Zoll = 139,13 Pariser Linien = 1 preussischer Fuss (für Holz- und Heumasse)
- 1 Steinschuh oder Steinfuss = 126 Pariser Linien = 0,2842 Meter (für Bau- und Feldmass)

Kanton Neuenburg
- 1 Fuss/Landfuss/Pied du pays = 12 Zoll = 144 Linien = 1728 Punkte = 130 Pariser Linien = 1 Fuss (Berner oder Freiburger) = 0,2932579 Meter
- 1 Fuss/Pied du champ/Feldfuss = 127,292 Pariser Linien = 0,2871479 Meter = 47/48 Landfuss

Kanton St. Gallen
- 1 Fuss = 12 Zoll = 144 Linien = 136⅓ Pariser Linien = 0,30754 Meter

Kanton Schaffhausen
- 1 Fuss = 132,045 Pariser Linien = 0,29787 Meter

Kanton Schwyz
- 1 Fuss = wie Kanton Zürich

Kanton Solothurn
- 1 Fuss = wie Kanton Bern (Verordnung vom 31. Mai 1424)

Kanton Tessin
- 1 Fuss/Brazetto = 221,648 Pariser Linien = 0,5 Meter

Kanton Thurgau
- 1 Fuss = wie Kanton Appenzell

Kanton Unterwalden
- 1 Fuss (allg.) = wie Luzern
- 1 Stadtfuss (alter Luzerner) = 126 Pariser Linien = 0,2842345 Meter (Steinbrecher und Maurer)
- 1 Fuss (Luzerner Zimmermanns-)/Schuh = 134,6999 Pariser Linien = 0,30386 Meter (entsprach dem Nürnberger Fuss)
- 1 Fuss (Pariser) = 144 Pariser Linien = 0,32484 Meter (Tischler, Schlosser)

Kanton Uri
- 1 Fuss = wie Zürich

Kanton Wallis
- 1 Fuss = wie Waadt

Kanton Waadt
- 1 Fuss = 10 Zoll = 100 Linien = 1000 Strich = 132,9888 Pariser Linien = 0,30 Meter

Kanton Zug
- 1 Fuss = wie Zürich

Kanton Zürich
- 1 Fuss = 12 Zoll = 144 Linien = 133,6005 Pariser Linien = 0,30138 Meter